# Jay Silvester
Jay Silvester (Estados Unidos, 27 de agosto de 1937) es un atleta estadounidense retirado, especializado en la prueba de lanzamiento de disco en la que llegó a ser subcampeón olímpico en 1972.

## Carrera deportiva
En los JJ. OO. de Múnich 1972 ganó la medalla de plata en el  lanzamiento de disco, llegando hasta los 63.50 metros, tras el checoslovaco Ludvík Daněk (oro con 64.40 m) y por delante del sueco  Ricky Bruch (bronce con 63.40 m).